# Офіс менеджменту та бюджету США
Офіс менеджменту та бюджету США — найбільший відділ Виконавчого офісу Президента США, основною функцією якого є формування бюджету для Президента США. Іншими функціями органу є оцінювання якості програм, політик і процедур федеральних агенств, щоб побачити чи вони відповідають політиці Президента, а також координувати ініціативи між агентствами. З 17 березня 2022 року директором Офісу менеджменту та бюджету є Шаланда Янг. Директор підпорядковується Президенту, Віцепрезиденту та Голові адміністрації Білого дому.

## Історія
Попередником нинішнього Офісу менеджменту та бюджету є Бюро бюджету, яке було створене в 1921 році як частина Міністерства фінансів США відповідно до Закону про бюджет та бухгалтерський облік від 1921 року, підписаного Президентом Ворреном Гардінгом. Бюро бюджету було переведене в підпорядкування Виконавчого офісу Президента США в 1939 році, коли під час Другої світової війни витрати федерального уряду швидко зростали. Джеймс Сандквіст, один із працівників Бюро бюджету, описав відносини між Президентом та Бюро як надзвичайно близькі, а всіх наступних директорів бюро як політиків, а не публічних адміністраторів.
Бюро було реорганізоване в Офіс менеджменту та бюджету в 1970 році адміністрацією Річарда Ніксона. В 1990-их Офіс було переформатовано так, щоб прибрати розділення на персонал із менеджменту та персонал із бюджету.

### Скандал з Україною
16 січня 2020 Рахункова палата США опублікувала звіт «Розгляд питання: затримка безпекової допомоги Україні Офісом менеджменту та бюджету» (англ. "Matter of: Office of Management and Budget- Withholding of Ukraine Security Assistance"). В цьому звіті сказано:
|  | Влітку 2019 року Офіс менеджменту та бюджету затримав приблизно 214 мільйонів доларів виділених Міністерству оборони на безпекову допомогу Україні ... Офіс менеджменту та бюджету затримав гроші, видавши серію з дев'яти графіків розподілу із виносками, які зробили всі не передані залишки для Ініціативи сприяння безпеці України недоступними для передачі .. Слідуючи нашій ролі відповідно до Конгресійного закону про контроль за бюджетом, ми виносимо це рішення ... ми робимо висновок, що Офіс менеджменту та бюджету затримав передачу коштів через ніким не погоджену причину, в порушення Конгресійного закону про контроль за бюджетом. Ми також вимагаємо вжити заходів щодо коштів, виділених Державному департаменту, для безпекової допомоги Україні. |

Некомерційна організація журналістських розслідувань «Center for Public Integrity» заявила що дії Офісу менеджменту та бюджету не відповідали закону, за яким Президент виконує бюджетні постанови конгресу, і що Офіс затримав гроші із політичних причин, що є неприпустимим.

## Обов'язки
Офіс менеджменту та бюджету готує проєкти бюджету для подачі Президентом до Конгресу та наглядає за діяльністю адміністрацій агенцій виконавчої влади. Офіс оцінює ефективність програм, політик та процедур агенств, аналізує потреби агентств у фінансуванні та встановлює пріорітети у фінансуванні. Офіс слідкує за тим, щоб звіти, правила, доповіді та законопроєкти відповідають адміністративним правилам та позиції Президента щодо бюджету. Офіс менеджменту та бюджету також наглядає та координує закупівлі, фінансовий менеджмент, інформаційні та регуляторні політики. В кожній з цих сфер роллю Офісу менеджменту та бюджету є допомога в покращенні адміністративного менеджменту, розробка заходів і координаційних механізмів для покращення ефективності.

## Структура
Офіс менеджменту та бюджету складається, головним чином, із позапартійного професійного персоналу, який забезпечує сталість роботи поки міняються партії та президенти в Білому домі. Шість посад в цьому офісі призначаються Президентом за погодження із Сенатом: Директор, Заступник директора, Заступник директора із менеджменту, адміністратори Офісу інформаційних та регуляторних справ, Офісу федеральної політики закупівель та Офісу федерального фінансового менеджменту.
Найбільшу частину Офісу менеджменту та бюджету складають п'ять офісів ресурсного менеджменту, які організовані за функціональними лініями, які відповідають лініям федерального уряду США. Кожен із цих офісів очолює помічник директора. Приблизно половина персоналу Офісу менеджменту та бюджету працює в цих п'яти офісах ресурсного менеджменту, більшість з них є програмними інспекторами. Ці програмні інспектори моніторять одне чи декілька федеральних агенств, або їм може бути виділена певна тематична сфера, наприклад моніторинг діяльності щодо американських військових кораблів. Цей персонал відповідає і за питання менеджменту, і за бюджетні питання, а також надає експертні поради щодо всіх аспектів, пов'язаних з їх програмами. Кожного року вони розглядають запити федеральних агенств щодо бюджету і допомагають визначити які запити на ресурси будуть передані Конгресу у вигляді президентського бюджетного законопроєкту.
Іншими відділами Офісу менеджменту та бюджету є Офіс юридичного радника, Офіс законодавчих питань, Відділ аналізу законодавства та Відділ аналізу бюджету. Останній виконує бюджетну координацію і значним чином є відповідальним за технічні аспекти, пов'язані із подачею Президентом бюджетного законопроєкту в лютому кожного року. Базуючись на оцінці витрат виконавчою гілкою влади, Відділ аналізу бюджету виконує роль паралельну тій, як виконує Бюджетний офіс Конгресу для оцінки витрат Конгресу, Міністерство фінансів США для оцінки доходів виконавчої гілки влади та Об'єднаний комітет Конгресу з бюджету для оцінки доходів Конгресу.
Відділ аналізу законодавства має важливу роль центру, куди різні частини федерального уряду подають пропозиції щодо законопроєктів та коментарі щодо них. Цей відділ розсилає законопроєкт і коментарі про нього всім відповідним федеральним органам, і збирає відповіді від них в об'єднану консенсусну позицію адміністрації щодо законопроєкту. Відділ також складає Меморандум про поданий законопроєкт, який передає Президенту, як тільки законопроєкт подається обома палатами Конгресу на підпис Президенту. Меморандум про поданий законопроєкт детально описує положення законопроєкту, думки щодо законопроєкту від різних міністерств, та загальний висновок про те чи має бути законопроєкт підписаний, чи має він бути заветований. Відділ аналізу законодавства також висловлює Конгресу офіційну позицію Білого дому щодо пропонованих законопроєктів.
На практиці, президент поклав на Офіс менеджменту та бюджету відповідальність за складання проєкту бюджету на новий рік та призначення осіб, які відіграють ключову роль в розробці бюджету. Офіс координує розробку проєкту бюджету від імені Президента, випускаючи циркуляри, меморандуми та інструкції для голів агенств виконавчої влади. Офіс тісно співпрацює з агенціями виконавчої влади щоб зробити бюджетний процес якомога більш плавним.

### Організаційна структура
- Директор Офісу менеджменту та бюджету
  - Заступник директора
  - Виконавчий помічник директора
    - Офіс юридичного радника
    - Офіс із законодавчих питань
    - Офіс з комунікацій
    - Офіс економічної політики
    - Офіс управління ефективністю та персоналом
    - Відділ менеджменту та операцій
    - Відділ аналізу законодавства
    - Відділ аналізу бюджету
    - Офіс управління ресурсами
      - Програми з природних ресурсів
      - Програми з освіти, працевлаштування та стабільності доходів
      - Програми з охорони здоров'я
      - Генеральні урядові програми
      - Програми з національної безпеки

  - Заступник директора з менеджменту[en]
    - Офіс федерального фінансового менеджменту[en]
    - Офіс федеральної політики закупівель[en]
    - Офіс інформаційних технологій та електронного урядування[en]
      - Команда з кібербезпеки та національної безпеки
      - Цифрова служба США[en]

    - Офіс з інформації та регуляторних справ[en]
    - Офіс координатора із захисту інтелектуальної власності